# Misano di Gera d’Adda
Misano di Gera d’Adda (lombardul: Misà) település Olaszországban, Lombardia régióban, Bergamo megyében. Lakosainak száma 2950 fő (2023. január 1.). Misano di Gera d’Adda Calvenzano, Caravaggio, Capralba és Vailate községekkel határos.

## Népesség
A település lakossága az elmúlt években az alábbi módon változott:
| Lakosok száma | 2932 | 2957 | 2950 |
|               | 2017 | 2018 | 2023 |